# Phyllis George
Phyllis Ann George (Denton, 25 de junio de 1949 – Lexington, 14 de mayo de 2020) fue una empresaria, actriz, presentadora y reina de belleza estadounidense. Fue nombrada Miss Texas en 1970, Miss América en 1971 y ofició como primera dama de Kentucky entre 1979 y 1983.

## Biografía

### Carrera
Nació en Denton, Texas en 1949. Inició su carrera participando en varios certámenes de belleza, siendo coronada Miss Texas en 1970 y un año después ganando el concurso de Miss América. Su primera experiencia como presentadora de televisión ocurrió en el programa de comedia Candid Camera. A partir de entonces fue reportera deportiva para la cadena CBS. Como empresaria, fue propietaria de compañías alimentarias y cosméticas.

### Plano personal
Se casó dos veces, primero con el productor de Hollywood Robert Evans y después con el empresario y político John Y. Brown, quien ofició como Gobernador de Kentucky. Tuvo dos hijos con Brown: Lincoln Tyler y Pamela Ashley.
En 1985 fue diagnosticada con policitemia vera, un raro tipo de cáncer a la sangre.  Fue ingresada en el hospital Albert B. Chandler de la Universidad de Kentucky a causa de un problema de salud hematológico. Falleció en Lexington a los setenta años el 14 de mayo de 2020 en debido a complicaciones generadas por una policitemia que venía padeciendo.